# Asklépiovi kohouta (Holan)
Asklépiovi kohouta (Asklepiosowi koguta) – tomik wierszy czeskiego poety Vladimíra Holana, opublikowany w 1970. Dla tomiku kluczowy jest motyw śmierci, wyrażony już w poprzednim zbiorku Na sotnách. Utwory zebrane w książce są napisane wierszem wolnym.